# Ionuț Dumitru
Ionuț Răzvan Dumitru (n. 6 noiembrie 1992, București) este un rugbist român care joacă pe poziția de aripă și ocazional centru la clubul Steaua București din SuperLiga și la București Wolves. De asemenea el este component al echipei naționale de rugby a României.
Dumitru și-a făcut debutul său internațional în 2013 pe poziția de aripă în meciul contra Rusiei. El a jucat pentru România în IRB Nations Cup și în preliminariile Cupei Mondiale de Rugby din 2015.